# 双龙潭组
双龙潭组是分布于滇中地区的岩石地层单位，系江能人、张文堂等人于1964年命名。层型剖面为曲靖双龙潭(龙王庙)剖面。该组由灰、灰黄色中至薄层白云岩与泥质白云岩，夹钙质砂岩及页岩组成，白云岩中常含石盐假晶。其顶部与不同时代地层呈假整合接触。底以陡坡寺组的灰、黄、黄绿色砂岩、页岩结束，灰色灰岩、白云岩出现为界，呈整合关系。该组时间上属中寒武世。在曲靖该组厚265.6m。寻甸-宜良一带，厚度增大至200~300余米。华宁-石屏地区厚为100~176m。向武定-禄劝地区，碎屑岩夹层及紫色层增多，逐渐相变为西王庙组。